# سينيغاليا

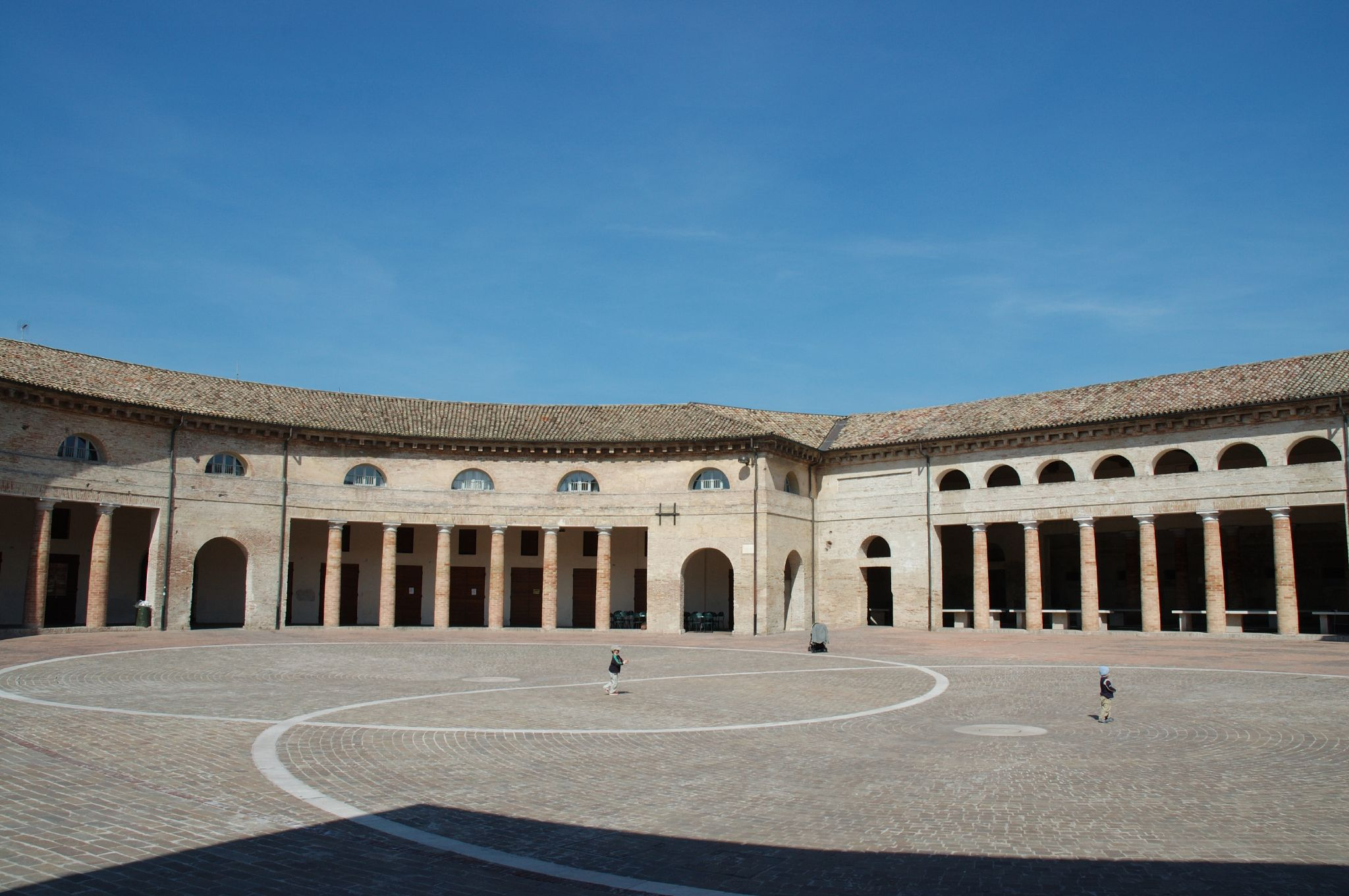
معرض أنوناريو

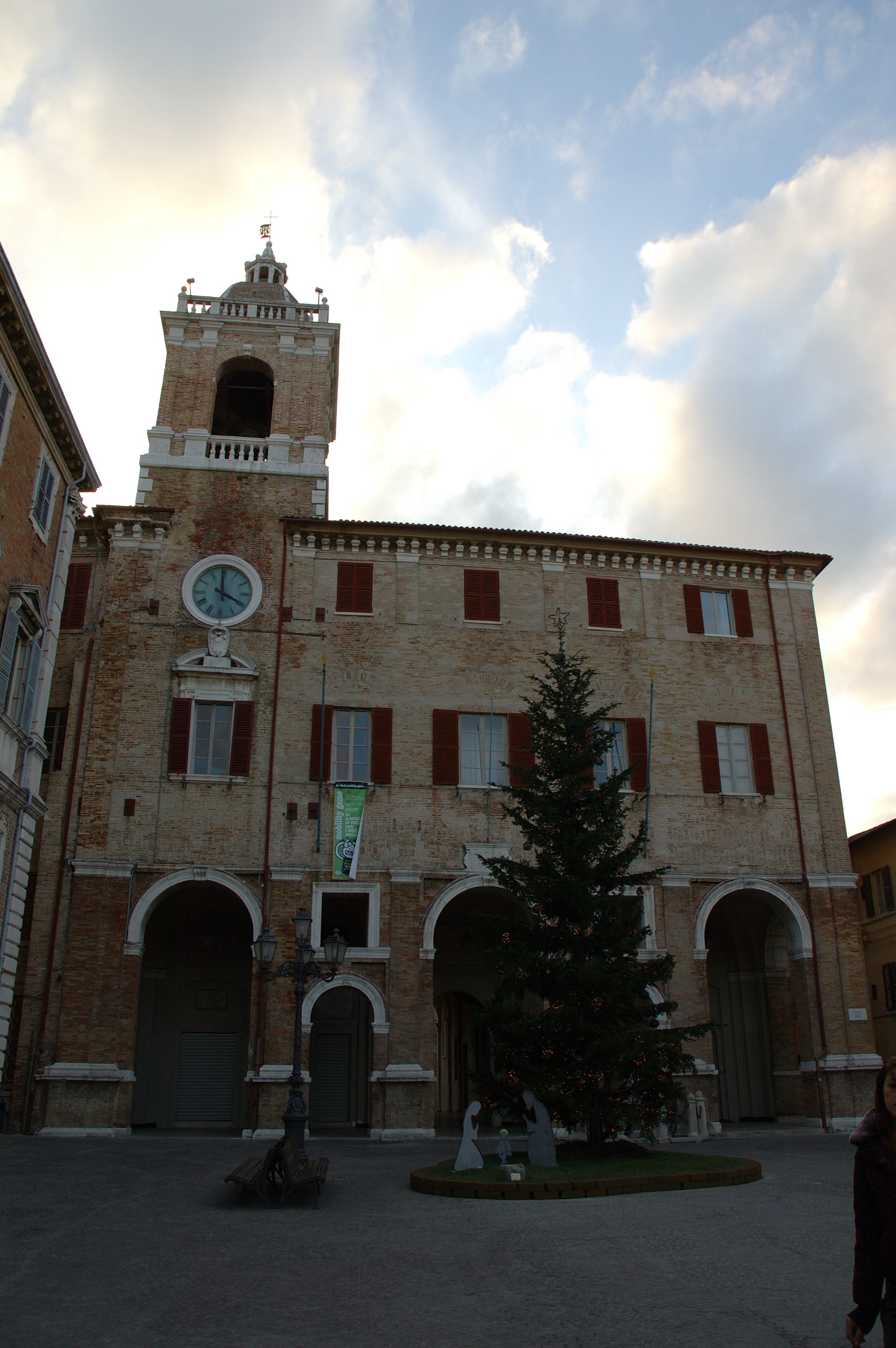
Town Hall.

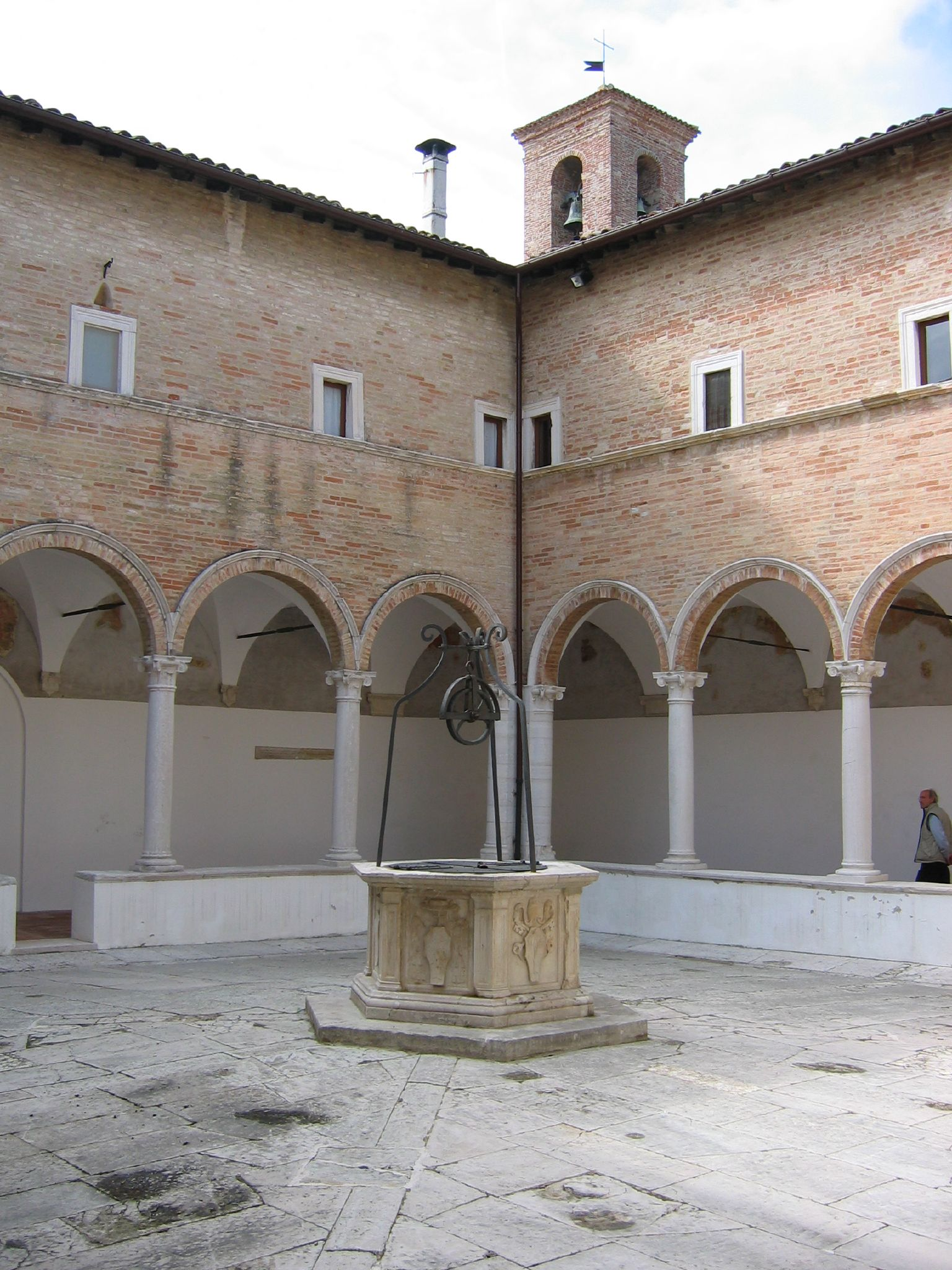
The Chiostro delle Grazie ("Cloister of the Graces").

سينيغاليا (بالإيطالية: Senigallia)‏، مدينة وسط إيطاليا في إقليم ماركي وميناء على الساحل الادرياتيكي ضمن مقاطعة انكونا، وتبعد 25 كيلومترا من السكك الحديدية شمال مدينة انكونا. الميناء الصغير تشكل بالجزء الأدنى لنهر ميزا، الذي يتدفق عبر البلدة بين السدود التي شيدت من الرخام الاستري، يبلغ عدد سكانها 44.023 نسمة.

## السكان
في سنة 1861 بلغ عدد السكان 23٬527 نسمة، وتطور العدد ليصل في سنة 2011 لـ 44٬361 نسمة.
يظهر هذا المخطط البياني تطور النمو السكاني لـ سينيغاليا

## التاريخ
سينيغالليا امتدت على طول الساحل عند مصب نهر ميزا تأسست في القرن الرابع قبل من القبيلة الغالية سينونيس وكانت أول مستعمرة رومانية على الساحل الادرياتيكي، حيث أسسها الرومان هناك بعد انتصارهم على قبيلة سينونيس عام 280 قبل الميلاد : الاسم ربما جاء نسبة لسينونيس وأضيف Gallica لتمييزها عن ساينا Saena (سيينا) في أتروريا. المكان يذكر فيما يتعلق بهزيمة هاسدروبال في ميتاوروس عام 207 ق.م. وقد دمرت من قبل بومبي في عام 82 ق.م، ولم تذكر بعد ذلك.
خربها ألاريك، وقد قوى البيزنطيين سينيغاليا، ثم استولى عليها لومبارديون في القرن الثامن والعرب في القرن التاسع.
و كانت ثاني مدينة في أقصى الشرق من أصل خمس مدن تتبع دوقية بينتابولس الأدرياتية في العصور الوسطى لانو، شرق فانو وغرب انكونا.
سينيغالليا تنظم واحد من أكبر المعارض في إيطاليا، المؤرخة اصلا من 1200، عندما استلم سيرجيوس كونت سينيغاليا من كونت مرسيليا وخطيب ابنته بعض الآثار ماريا ماغدالينا ؛ تستخدم هذا المعرض للتجار القادمين من فرنسا وسويسرا وألمانيا وخصوصا من بلدان الشرق.

## الاقتصاد
حاليا بين الموارد الاقتصادية الرئيسية يبرز النشاط السياحي خاصة في المجال البحري، حيث تشتهر سينيغاليا بشواطئها الرملية، الامر الذي جعلها تعرف ب«الشواطئ المخملية».

## توأمة
لسينيغاليا اتفاقيات توأمة مع كل من:
- لوراخ
- سينس
- تشستر

## أعلام
- اليساندرو جامبادولي
- جوفاني ديلا روفيري
- بيوس التاسع
- فرانكوغاسباري
- ايمانويل بيرارلي
- فابري فيبرا